# Joachim Hempel (architekt)

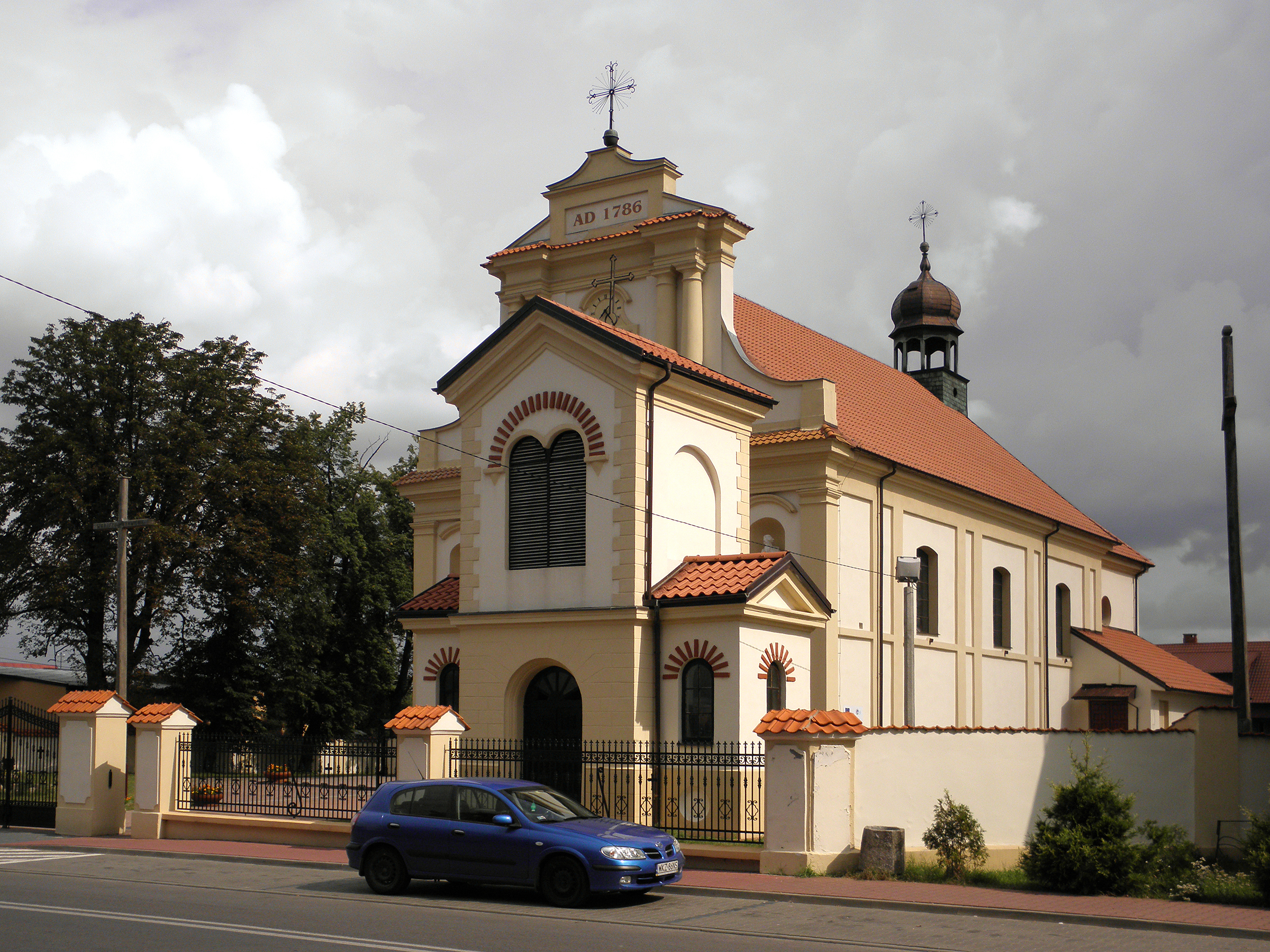
Kościół św. Jana Chrzciciela w Magnuszewie

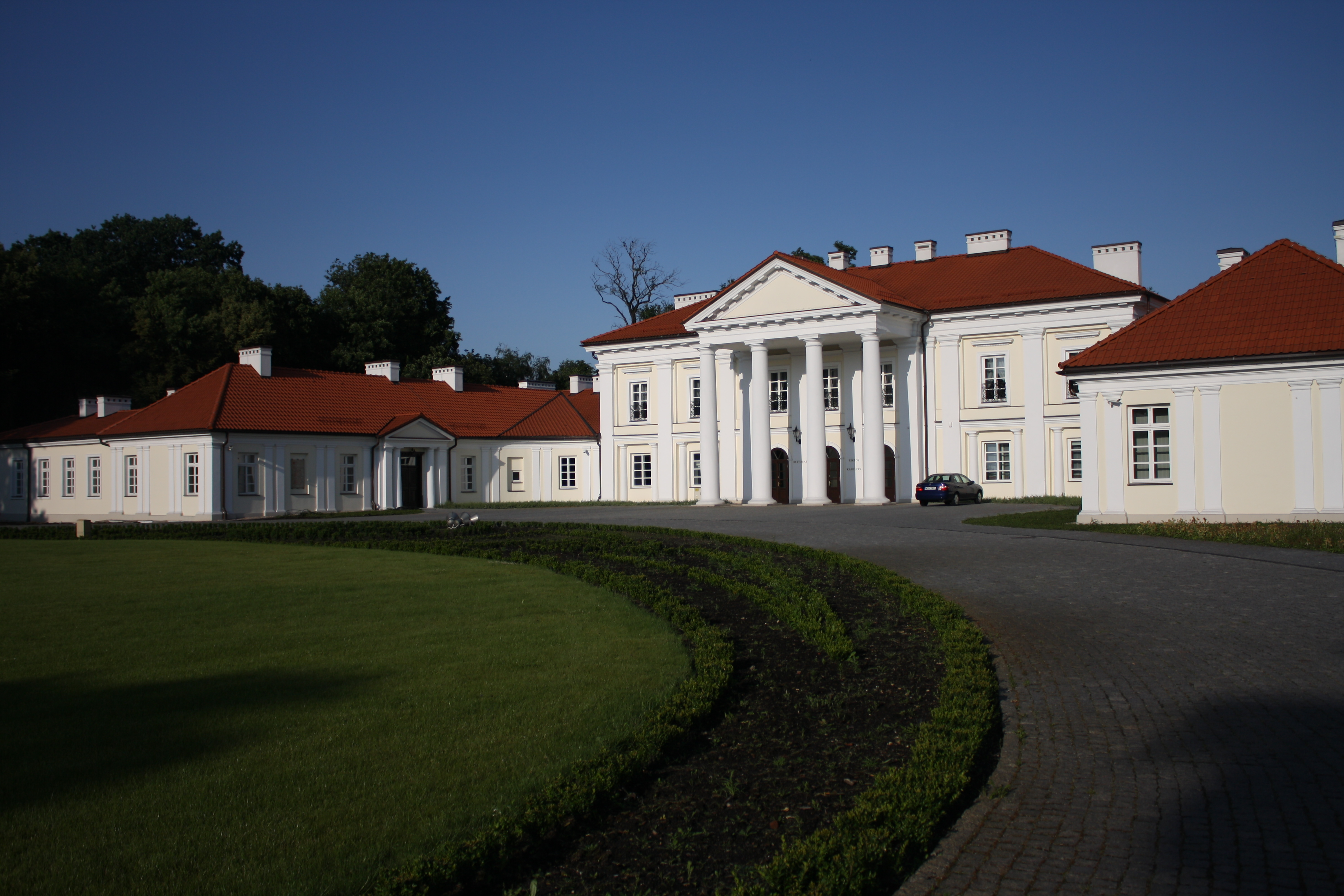
pałac Aleksandry Ogińskiej w Siedlcach

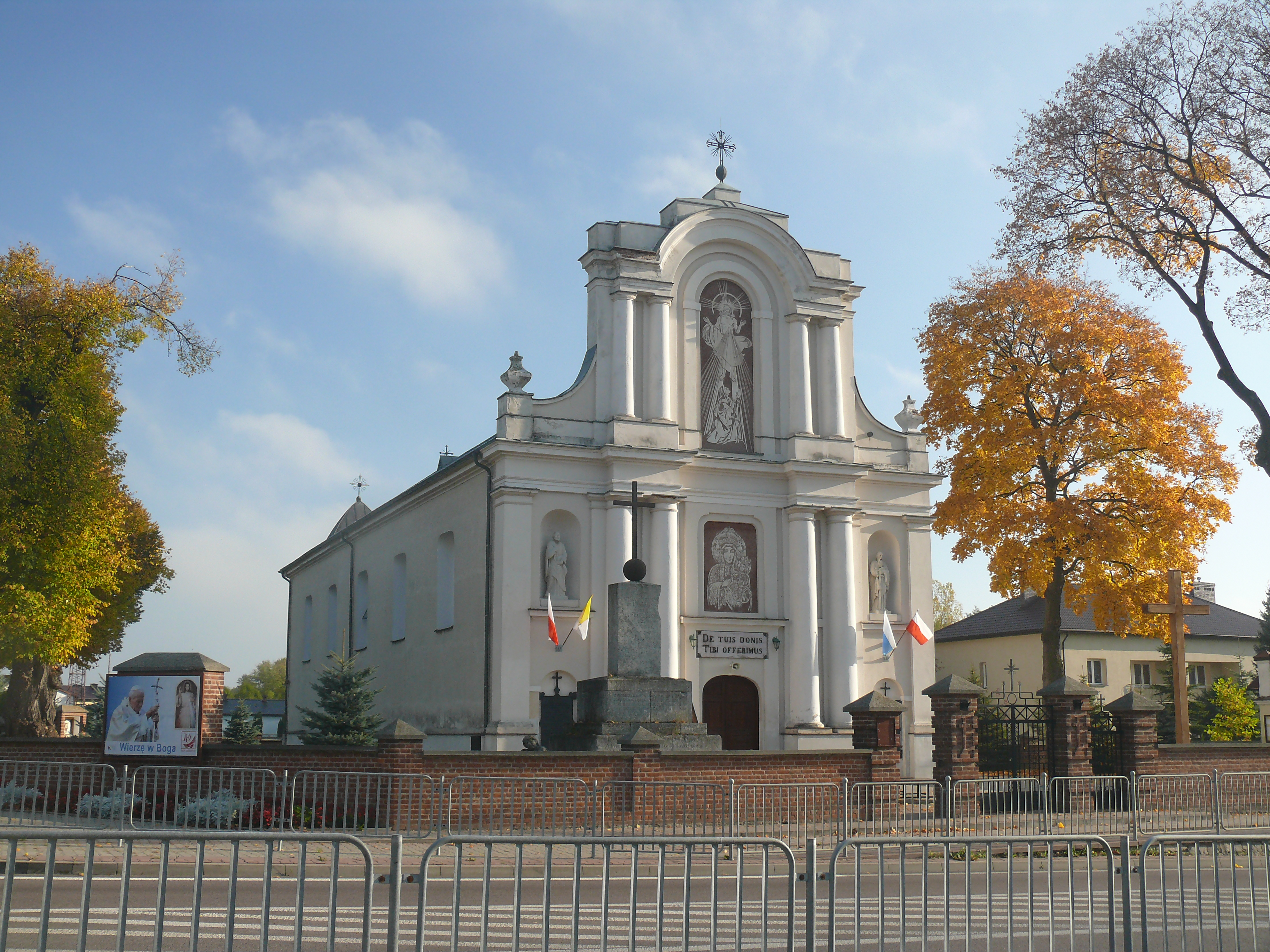
Kościół Jana Nepomucena w Fajsławicach

Joachim Roch Hempel (ur. ok. 1744, zm. 26 lutego 1810 w Puławach), polski architekt i budowniczy.

## Życiorys
Służył w wojsku jako adiutant przy hetmanie polnym litewskim Józefie Sosnowskim; od lat 70. pracował jako architekt i budowniczy w służbie rodu Czartoryskich. Zajmował się m.in. przebudową rezydencji Aleksandry z Ogińskich Czartoryskiej w Siedlcach (1783) oraz rozbudową i przekształceniem rezydencji w Puławach. Zaprojektował i kierował budową późnobarokowego kościoła w Magnuszewie w powiecie kozienickim (1786-1787, ufundowanego przez Konstancję z Czartoryskich Zamoyską); Hempelowi przypisywany jest również kościół w Fajsławicach (powiat Krasnystaw), podobny do kościoła w Magnuszewie.
Ogłosił kilka prac dotyczących budownictwa, m.in. O sposobie budowania z ubitej ziemi, czyli stawiania ścian ziemnych długotrwałych i od ognia bezpiecznych osobliwie dogodnych okolicom niedostatek drzewa cierpiącym (1803). Opracował również kilka przekładów publikacji z tej dziedziny, m.in. O budowaniu pieców cegielnianych, w których cegła torfem wypala się, i sposobach tymże wypalania Gilly'ego (1804).
Był dwukrotnie żonaty; po owdowieniu poślubił w sierpniu 1786 Zuzannę Hoffman, z którą miał sześciu synów i sześć córek. Jednym z synów był Joachim (1787-1874), oficer szwoleżerów, sędzia pokoju powiatu łukowskiego.

## Źródła
- Tadeusz S. Jaroszewski, Joachim Hempel, w: Polski Słownik Biograficzny, tom IX, wyd. 1960-1961